# 고-어헤드 싱가포르
고-어헤드 싱가포르{영어: Go-Ahead Singapore)는 2016년 9월 4일에 설립된 싱가포르의 버스 운영업체이고, 고-어헤드 그룹의 자회사이다.

## 역사

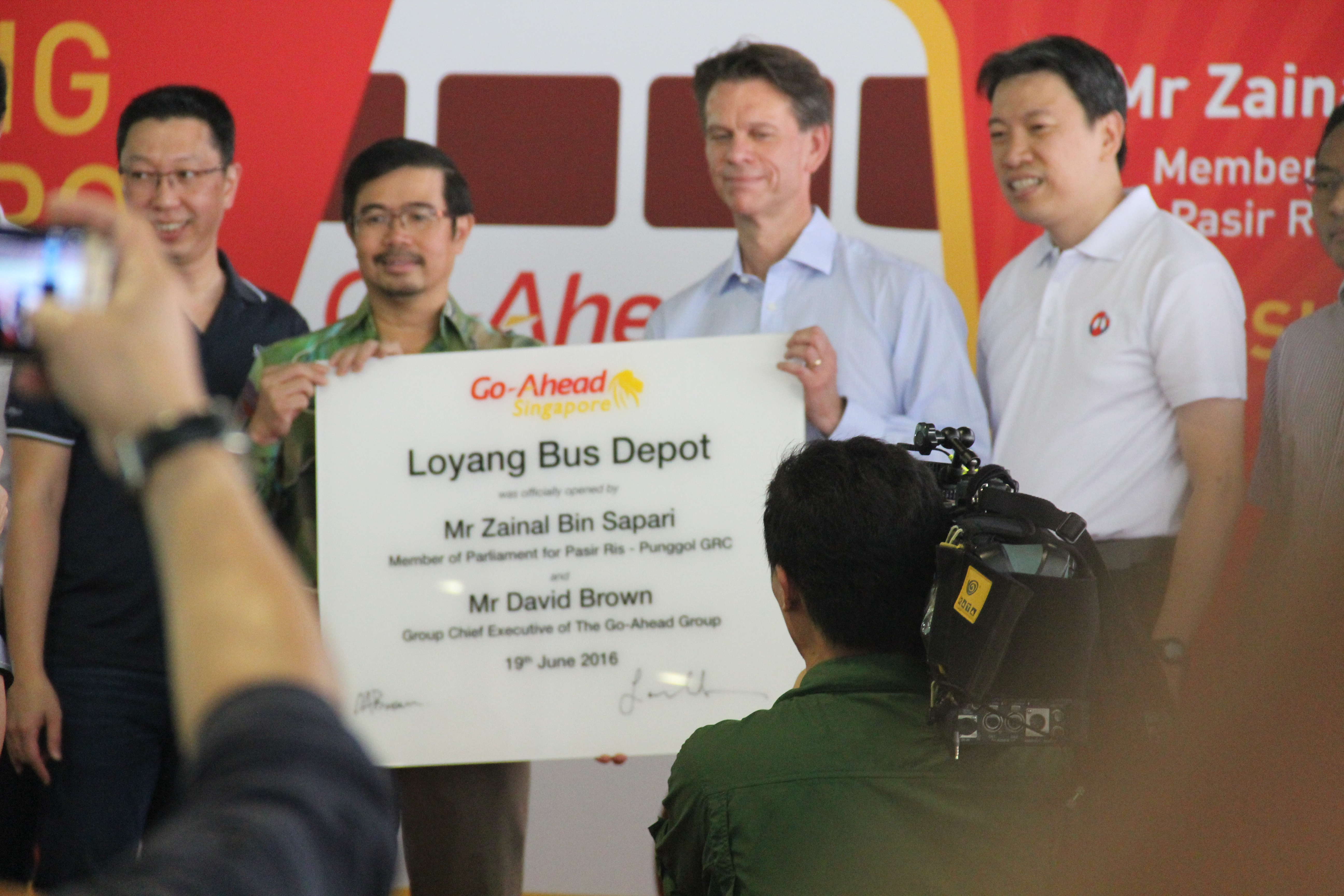
Pasir Ris-Punggol Group 대표 선거구의 Zainal Sapari 국회의원과 기념패에 서명한 고-어헤드 그룹의 그룹 CEO 데이비드 브라운

2015년 4월 15일 육상 교통국은 새로운 버스 계약 모델의 일환으로 창이 공항 버스 터미널, 창이 빌리지 버스 터미널, 파시르 리스 버스 인터체인지, 풍골 버스 인터체인지를 기반으로 로양 버스 정류장에서 출발하는 25개 노선을 운영하기 위한 입찰을 요청했다.버스웨이즈, 고-어헤드 그룹, Keolis, RATP Dev 트랜스데브 아시아, SBS 트랜싯, SMRT 버스, Tian Tan Shipping/Kumho Buslines 및 Woodlands Transport가 입찰에 참여했다.
같은 해 11월 23일에 육상 교통국은 고-어헤드 싱가포르와 계약을 체결하여 각각 2016년 9월 4일과 9월 18일에 운영을 시작했다. 계약은 LTA의 요구 사항을 충족하는 경우 2년 연장과 함께 5년 동안 운영되고 있다.
그해 12월 11일, 육상 교통국은 Loyang Bus Depot를 고-어헤드 싱가포르에 양도하여 장착할 수 있도록 하였다.
2016년 6월 19일, Pasir Ris-Punggol Group 대표 선거구, Zainal Sapari 및 고-어헤드 그룹 데이비드 브라운의 그룹 CEO를 위한 MP에 의해 로양 버스 정류장이 공식적으로 문을 열었다. 로양 버스 정류장 카니발도 같은 날 개최되어 시민들이 정류장을 둘러보고 고-어헤드 싱가포르에 대해 자세히 알아볼 수 있었다.
그해 9월 21일 고-어헤드 싱가포르는 서비스를 시작한 지 3주가 채 되지 않아 직원이 부족하다는 사실을 알게 되었다. 총 30명의 SBS 트랜싯 기사가 Loyang Bus Depot에 배치되어 358번과 359번 서비스를 운영하고 SMRT 버스는 10명의 기사를 보내 새로운 공공 버스 운영자가 85번 서비스를 운영할 수 있도록 지원했다. 타워 트랜싯 싱가포르 또한 로양 버스 정류장에서 고-어헤드 직원을 위한 직원 버스 서비스를 제공하기로 했다.
그해 11월 30일 고-어헤드 싱가포르의 전무이사 니겔 우드는 "개인적인 이유"로 회사를 떠났다. 그는 그 후 고-어헤드 런던의 총지배인으로 그의 직위를 재개했다.

## 노선
고-어헤드 싱가포르는 2개의 트랜치에서 24개 노선 서비스 운영을 시작했다. 13개의 버스 서비스는 2016년 9월 4일에 서비스를 시작했으며 다른 11개는 같은 달 18일에 서비스를 시작했다. 모든 서비스는 이전에 SBS 트랜싯에서 운영했다.이후 2017년 3월 12일 서비스 381이 도입되었고 2018년 1월 28일 서비스 12e가 도입되었다. 같은 해 4월 1일 서비스 68이 출시되었다. 2019년 1월 2일, 고-어헤드 싱가포르는 Aedge Holdings로부터 City Direct Service 661 운영 권한을 인수했다.그해 9월 9일 익스프레스 서비스 43e가 도입되었다. 2020년 3월 2일 고-어헤드 싱가포르는 BT&Tan 트랜스포트로부터 시티 다이렉트 서비스 666 운영 권한을 인수했다. 같은 해 12월 27일에는 서비스 384가 출시되어 고-어헤드 싱가포르에서 운영하는 서비스를 최대 31개 노선으로 확장했다.

## 보유 차종

### 싱글 데커 버스
- MAN NL322F 라이온스 시티
- 메르세데스-벤츠 시타로
- 위퉁 E12

### 2층 버스
- MAN ND323F 라이온스 시티 DD (A95)
- 볼보 B9TL 라이트 이클립스 제미니 2
- 위퉁 E12DD

### 과거 차종
- 비야디 K9